# James Moody
James Moody (Savannah, 26 de março de 1925 - San Diego, 9 de dezembro de 2010) foi um saxofonista americano. É considerado um dos pais do bebop.
Morreu em dezembro de 2010, aos 85 anos de idade, em decorrência de um câncer no pâncreas.